# Z pamiętnika. O zemście
Z pamiętnika. O zemście – wypowiedź Cypriana Kamila Norwida z początku 1851 na temat podstawowych pojęć polskich, a głównie pojęcia zemsty.

## O utworze
Artykuł Norwida powstał na początku 1851 i został opublikowany przez Władysława Bentkowskiego w Gońcu Polskim 5 lutego tego roku. Norwid porusza w nim temat polskich pojęć nasiennych, przede wszystkim pojęcia zemsty. Poeta przeciwstawił się kultowi zemsty już wcześniej na kartach Zwolona (1848-1849), tam również cytował Mickiewicza III część Dziadów i wiersze polityczne Karola Balińskiego (Bolej). Wymowna charakterystyka Gustawa Ehrenberga świadczy o tym, że Norwid musiał go widywać w Warszawie w latach 1836-1838, przed jego aresztowaniem. Motto artykułuː Miłość nie raduje się z niesprawiedliwości, ale się weseli z prawdy pochodzi z Pierwszego Listu do Koryntian 13, 6 w tłumaczeniu Jakuba Wujka.

## Treść

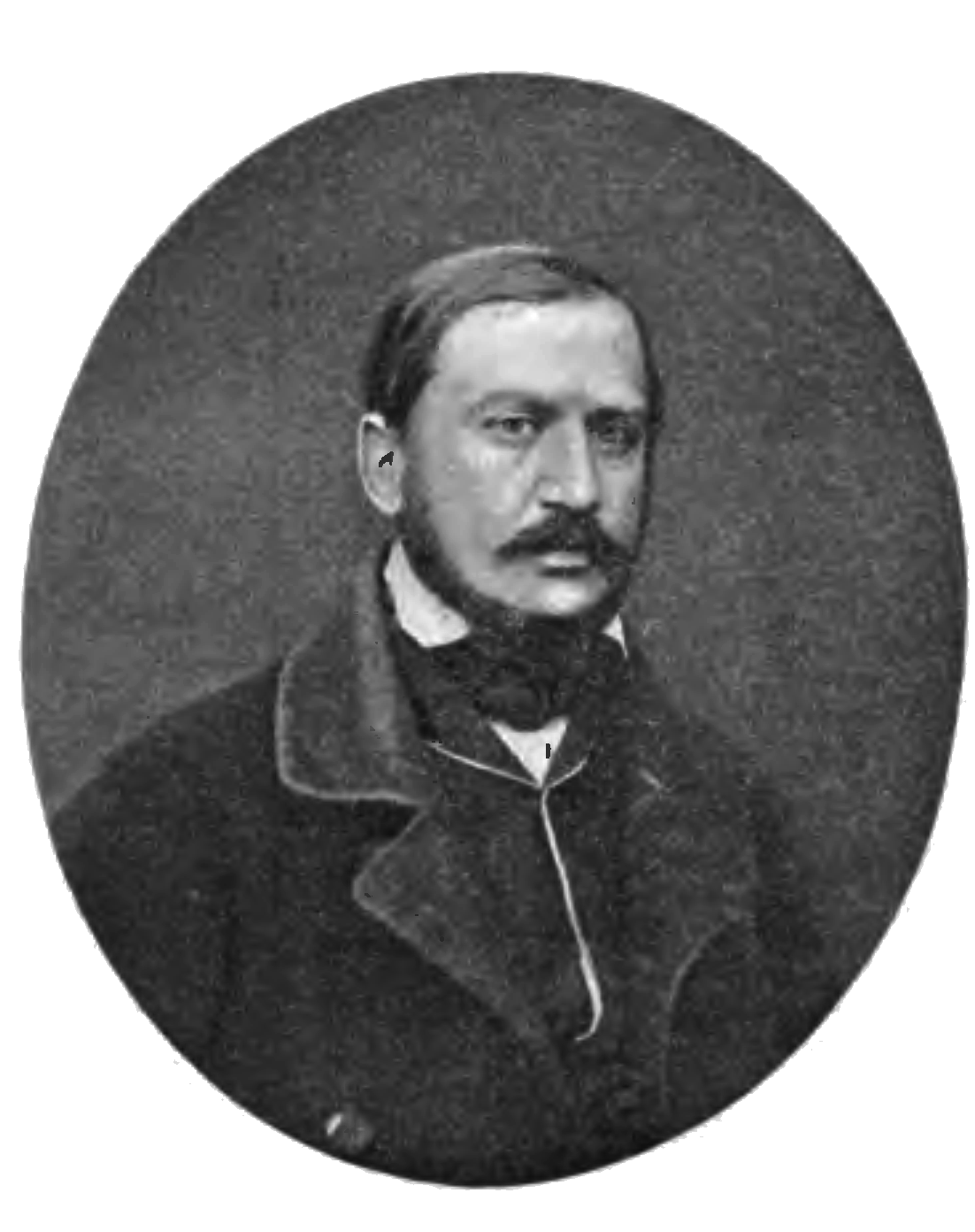
Gustaw Ehrenberg, jeden z kapłanów zemsty.

Analizując różnice między pierwszym pokoleniem emigrantów z 1830 a obecną emigracją z lat 1846-1848, autor dochodzi do wniosku, że pierwszych charakteryzowała przedrewolucyjna, wojownicza żołnierskość w typie generała Chłopickiego, podczas gdy potęgą poruszającą wątłym ramieniem należącego do drugiej generacji Bema jest raczej rycerskość. Nadmiar ścisłej żołnierskości ograniczał ruch i rozmach pierwszej generacji. Jej nieobecność w drugim pokoleniu jest przyczyną jego nieograniczoności. Zanim żołnierstwo pierwszych przeszło w święty heroizm, objawiało się fenomenami ducha, a to w bladej, trzęsącej iskrami komecie Zawiszy, a to w krwawym meteorze Konarskiego. Pod tak zawichrzonym firmamentem rosło pokolenie wychowywane w tradycyjnej nienawiści do Moskali i obcych profesorów i na suchej, katechizmowej miłości bliźniego. Nie znalazł się w tym czasie żaden kapłan, który by uczył rozróżniać ofiary i męczeństwa od zamęczeń fatalnych, odwagę od nierozwagi, Opatrzność od fatalności. Byli księża, dzielni patrioci, zaangażowani w powstanie, ukrywanie broni, ale mimo trwającego od lat dwudziestu męczeństwa polskiej młodzieży, nie znalazł się dotąd święty Justyn, który by stanął w ich sprawie.
Gdyby wytoczyć proces pojęciom nasiennym w drugim pokoleniu emigracji, to by się okazało, że podstawowym jest zemsta. Słowa z kości naszych powstaną mściciele, a nie zbawcy, przenikały w krwiobieg tego pokolenia, podniecane kolejnymi morderstwami. Zemsta wszakże osłabia nie może bowiem wydać drzewa, przynosi wykorzenienie. Wieszcze tacy jak Gustaw Ehrenberg płonęli ogniem Hannibala, w którym tyle było chrześcijańskiego płomienia, ile w nienawiści do wroga chrześcijaństwa może tlić się miłości chrześcijaństwa. Ehrenberg głosił boskość praw ludzkich i wolność jako dżumę dla nieprzyjaciela ludzkości, a nie jako uskrzydlenie przyjaciół ludzkości i namaszczenie Chrystusowego żołnierstwa. Niepodniesienie zamęczeń do męczeństwa, zaciętości do stałości, krwawą skargą odbije się na firmamencie tych lat, krzywdząc kolejne młode pokolenie.